# 李奧撞擊坑
李奧撞擊坑（英語：Lyot）是一個位於火星伊斯墨诺斯湖区的大撞擊坑。中心座標位於50.8°N，330.7°W。

## 概要
李奧撞擊坑直徑236公里，以法國天文學家貝爾納·費迪南·李奧命名。火星北半球平原相當平坦且少撞擊坑，因此在這區域的少數大型撞擊坑相當明顯。李奧撞擊坑在伊斯美紐斯湖區的北半部即相當容易被注意到。火星北半球最低點即位於李奧撞擊坑內。李奧撞擊坑內沙丘影像顯示有各種地貌特徵：暗色沙丘、淺色調沉積、以及塵捲風痕跡。淺色調沉積物被廣泛認為是由形成於水中的礦物沉積產生。
2009年6月出版的一篇論文提及了過去曾有液態水存在於李奧撞擊坑內。

## 坑內河流
來自火星偵察軌道器的影像顯示在李奧撞擊坑底有河流侵蝕形成的河谷。科學家對此相當興奮，因為這些河流可能比火星上其他區域形成的時間更接近現代。年代可能是125萬年前。水的來源可能是附近冰河的冰。河谷寬度超過250公尺，長度數十公里。

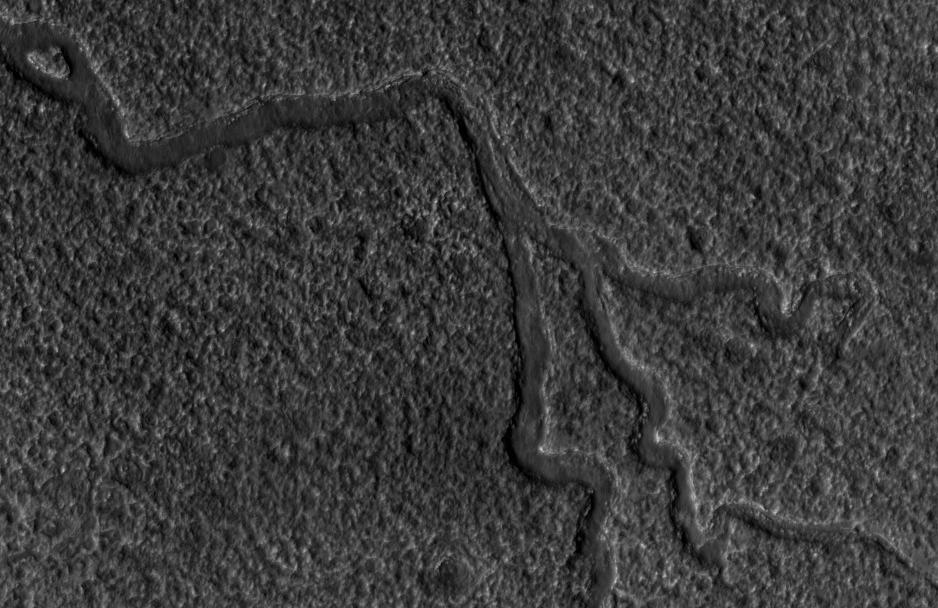
火星偵察軌道器的 HiRISE 拍攝李奧撞擊坑內的河道。

## 塵捲風痕跡
包括李奧撞擊坑在內的火星多個區域都會有強大的塵捲風發生。在火星表面大部分區域有薄層的細顆粒明亮塵埃覆蓋。當塵捲風將表面的明亮物質攜帶離開時就會露出底下的暗色表面。這些塵捲風可以在表面或環繞火星軌道上被觀測到。這些塵捲風甚至將火星上兩台探測車上的太陽能電池表面灰塵清除，使兩台火星車使用時間更長。那兩台火星探測車原定只使用三個月，但其中的機會號至今仍在使用。而塵捲風痕跡的形狀每數個月都會改變一次。

## 圖集

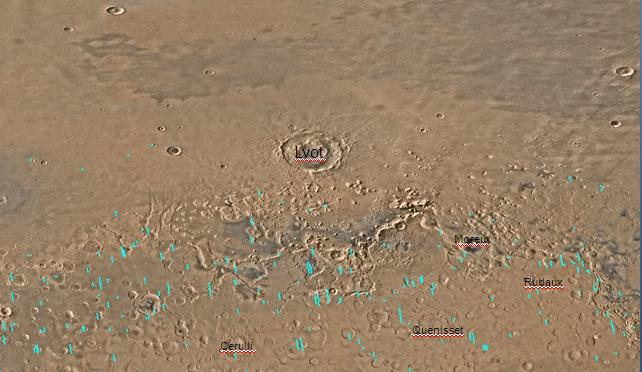
伊斯美紐斯湖區地圖，位於明亮的阿拉伯高地北方。李奧撞擊坑位於地圖中間附近。
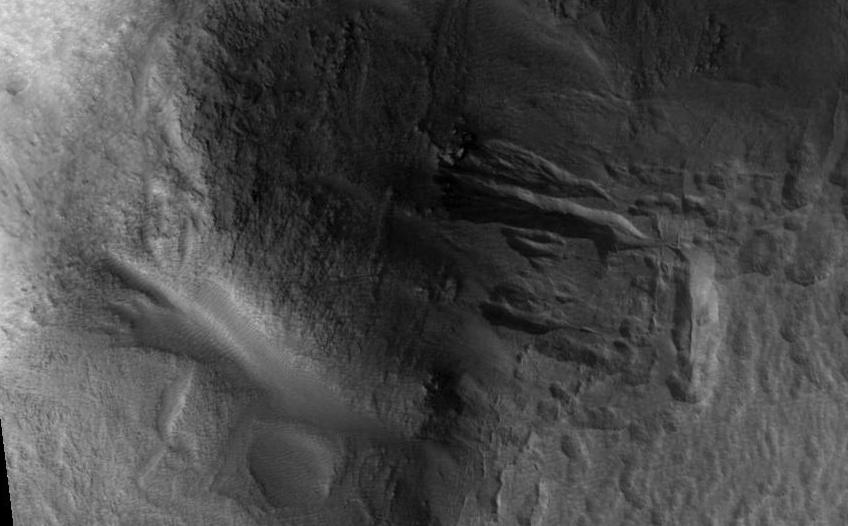
李奧撞擊坑的溝壑，火星偵察軌道器的 HiRISE 拍攝。
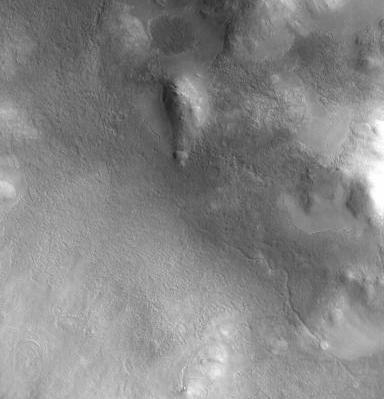
李奧撞擊坑內的河道，由火星偵察軌道器的背景攝影機（Context Camera，CTX）拍攝。水流侵蝕形成的河道已在坑內被注意到，影像內的曲線可能是其中一個。點選影像可看大圖。